# Fiat 128
Fiat 128 — небольшой семейный автомобиль, выпускавшийся компанией Fiat с 1969 по 1985 год. Двигатель разработан известным инженером фирмы Феррари Аурелио Ламперди.
Хотя по стилю автомобиль был похож на модели 124 и 125, он существенно отличался от них. Впервые на автомобилях фирмы Фиат был использован передний привод. Так же, как и на автомобилях Mini, двигатель был расположен поперёк, однако новым явилось использование приводных валов разной длины, что позволило разместить двигатель и коробку передач бок о бок, что с тех пор стало повсеместным для небольших автомобилей.
Fiat 128 был объявлен Европейским автомобилем года в 1970 году, и был ещё не раз отмечен прессой на протяжении всего времени производства: по тестам журнала Road & Track Fiat 128 превосходил Datsun B210, Toyota Corolla, Mazda 808 и Subaru DL, но уступал VW Golf (который был запущен в производство в 1974 году, через пять лет после 128-й модели) и Honda Civic.
В 128-й модели использовался новый фиатовский двигатель SOHC, который являлся довольно продвинутым для своего времени: головка блока цилиндра из алюминиевого сплава с прямым приводом газораспределительного механизма, приводимым в движение зубчатым резиновым ремнем. Такой привод получил большое распространение на небольших автомобилях позже, в начале 80-х, но в для конца 60-х это было не очень обычным явлением.

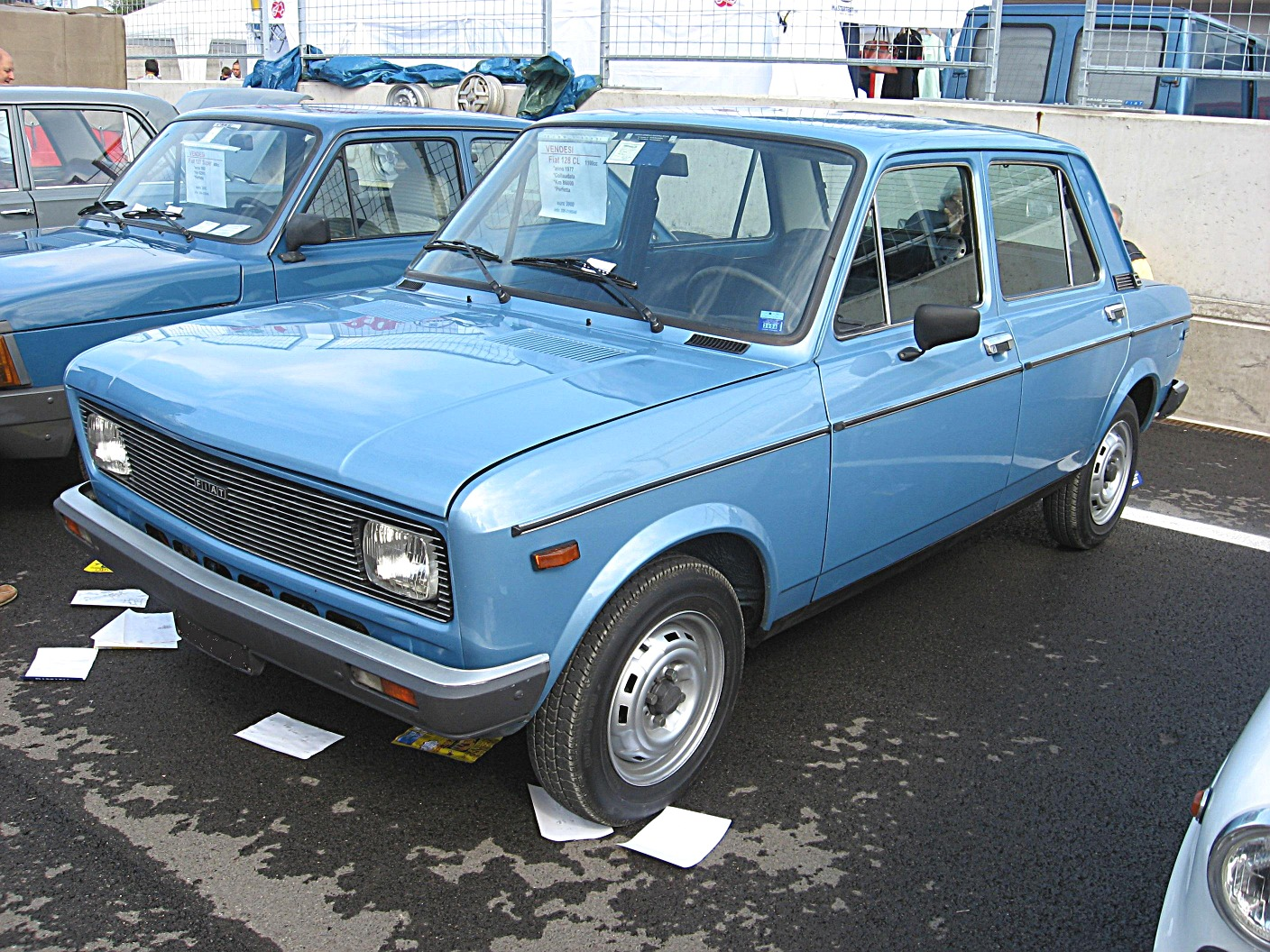
Fiat 128 после рестайлинга

Изначально 128-я модель была представлена двухдверным седаном, четырёхдверным седаном и универсалом. Машина поставлялась с двигателем объёмом 1116 см³, позже, с 1971 года, двухдверная модель 128 Rally edition поставлялась с двигателем 1290  см³. Также в 1971 на Туринском автосалоне было представлено спортивное купе на базе 128-й модели. В 1972 году была произведена небольшая модернизация; модернизированные машины можно отличить по новой радиаторной решётке. В 1974 году началось производство модели 128 Special.
Производство 128-й модели, за исключением вариантов с двигателем 1100  см³, прекратилось в 1979 году после появления Fiat Ritmo (1978). Окончательно производство было остановлено в 1985 г.